# Парламентские выборы в Индии (1934)
Парламентские выборы 1934 года в Британской Индии проходили осенью 1934 года. Из 147 мандатов в Центральном Законодательном собрании 41 был зарезервирован для лиц, назначаемых британскими колониальными властями, а 105 отдано для выборных представителей. По итогам выборов фракция Индийского национального конгресса стала крупнейшей партией в Центральном Законодательном собрании, заняв 44 из 105 выборных мест.

## Результаты выборов
| Партия                                                                                    | Число мест в Законодательном собрании | Лидер               |
| ----------------------------------------------------------------------------------------- | ------------------------------------- | ------------------- |
| Индийский национальный конгресс                                                           | 42                                    | Бхулабхаи Десаи     |
| Националистическая партия конгресса                                                       | 12                                    | Мадхав Шрихари Эни  |
| Европейцы                                                                                 | 8                                     | Сэр Лесли Хадсон    |
| Народная партия                                                                           | 3                                     |                     |
| Независимые                                                                               | 41                                    | Мухаммад Али Джинна |
| Назначенные депутаты                                                                      | 41                                    | Куладхор Чалиха     |
| Всего                                                                                     | 147                                   |                     |
| Источник: The Times Schwartzberg Atlas Архивная копия от 28 марта 2015 на Wayback Machine |                                       |                     |